# Himantura
Himantura är ett släkte av rockor. Himantura ingår i familjen spjutrockor.

## Dottertaxa tillHimantura, i alfabetisk ordning[1]
- Himantura alcockii
- Himantura astra
- Himantura bleekeri
- Himantura chaophraya
- Himantura dalyensis
- Himantura draco
- Himantura fai
- Himantura fava
- Himantura fluviatilis
- Himantura gerrardi
- Himantura granulata
- Himantura hortlei
- Himantura imbricata
- Himantura jenkinsii
- Himantura kittipongi
- Himantura krempfi
- Himantura leoparda
- Himantura lobistoma
- Himantura marginata
- Himantura microphthalma
- Himantura oxyrhyncha
- Himantura pacifica
- Himantura pareh
- Himantura pastinacoides
- Himantura schmardae
- Himantura signifer
- Himantura toshi
- Himantura uarnacoides
- Himantura uarnak
- Himantura undulata
- Himantura walga